# 枣林沟会议
枣林沟会议又稱枣林则沟会议，是撤离延安后的中共中央书记处书记毛泽东、刘少奇、朱德、任弼時於1947年3月29日至30日在位于陕西省清涧县东北部枣林沟（枣林则沟村）召开的会议。会议决定由毛泽东、周恩来、任弼時等组成中央前方委员会，率领中央机关及人民解放军总部留在陕北；由刘少奇、朱德、董必武等组成中央工作委员会，刘少奇为书记，率领部分中央机关干部前往华北。